# Megarachne servinei
Megarachne servinei és una espècie extinta d'euriptèrida que va viure al Carbonífer superior (Pennsylvanià). Les seves restes fòssils foren trobades a prop de Córdoba, Argentina. Quan es va descobrir es va pensar que es tractava d'una aranya gegant, la més gran que mai havia existit. Això va suposar un error greu a la sèrie de televisió Walking with Monsters (Caminant entre monstres). La sèrie encara estava en producció quan es va corregir la classificació de Megarachne (el 2004), sent massa tard per a rectificar l'error. Aleshores, es va canviar el nom de l'aranya gegant que apareix al documental per Mesothelae. Mesothelae és un subordre d'aranyes primitives amb abdòmens segmentats i no s'assemblen al que es mostra a la sèrie de televisió.
Un motlle de guix de l'holotip de Megarachne servinei està exposat al Museu de Ciències Naturals de Barcelona. L'holotip en tant que tal está conservat al Museo de Paleontología de la Universidad de Córdoba, a Córdoba, Argentina.

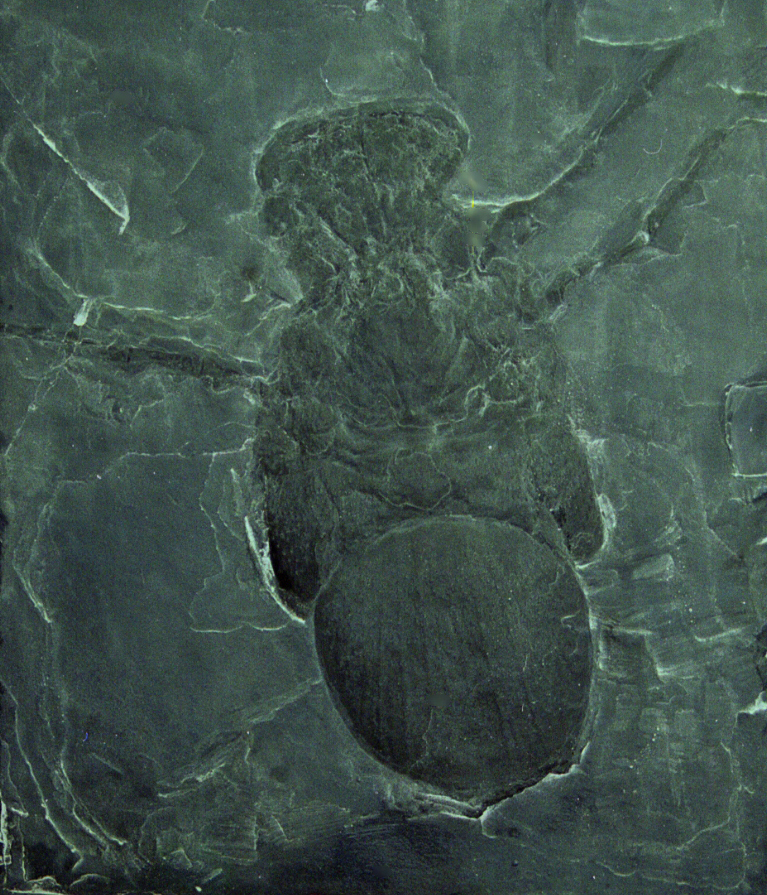
Holotip de Megarachne, mottle de guix conservat al Museu de Ciències Naturals de Barcelona.
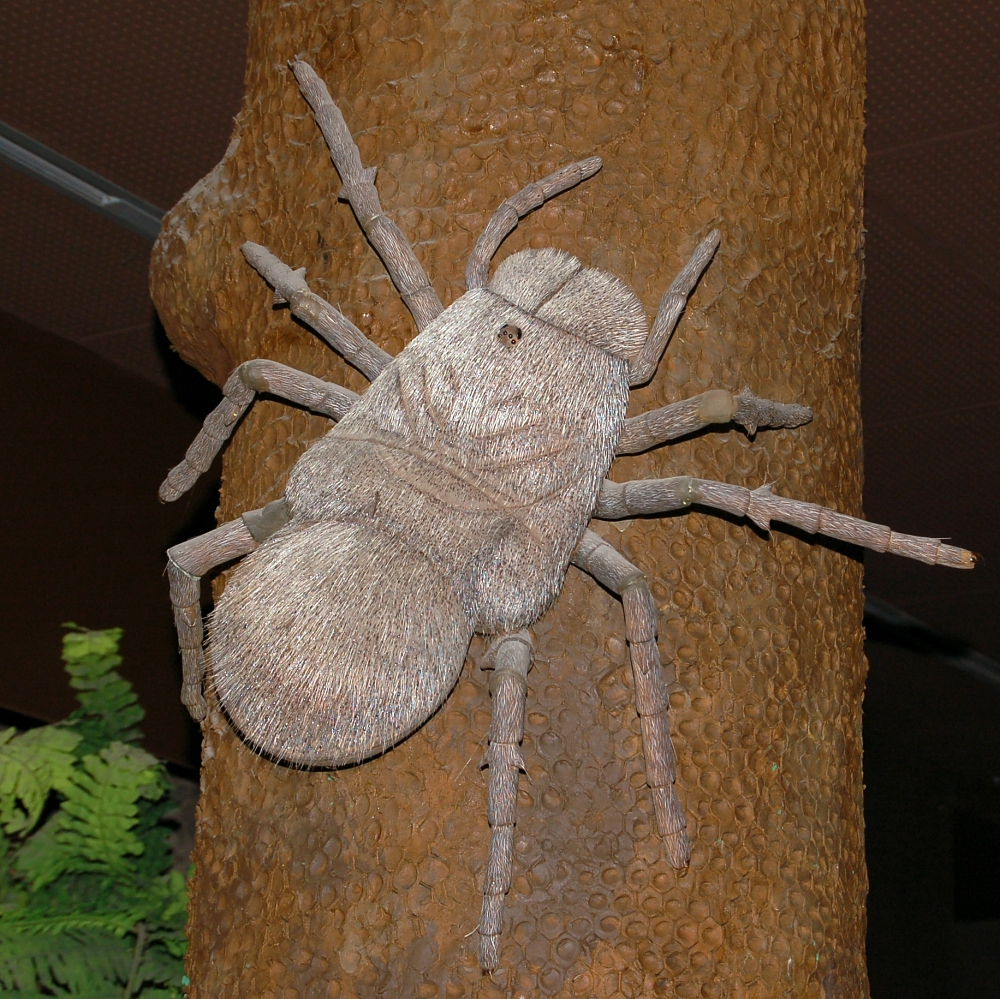
Reconstrucció errònia de Megarachne servinei com a aranya.